# Agelaius
Agelaius – rodzaj ptaków z podrodziny epoletników (Agelaiinae) w rodzinie kacykowatych (Icteridae).

## Występowanie
Rodzaj obejmuje gatunki występujące w Ameryce Północnej – od Alaski i Kanady po Amerykę Środkową.

## Morfologia
Długość ciała samców 22–23 cm, masa ciała samców 38,3–79 g; długość ciała samic 18,5–20 cm, masa ciała samic 34,5–54,5 g.

## Systematyka

### Etymologia
Agelaius: gr. αγελαιος agelaios – stadny, od αγελη agelē – stado, od αγω agō – przewodzić.

### Podział systematyczny
Do rodzaju należą następujące gatunki:
- Agelaius phoeniceus (Linnaeus, 1766) – epoletnik krasnoskrzydły
- Agelaius assimilis Lembeye, 1850 – epoletnik kubański
- Agelaius tricolor (Audubon, 1837) – epoletnik trójbarwny
- Agelaius humeralis (Vigors, 1827) – epoletnik brązowoskrzydły
- Agelaius xanthomus (P.L. Sclater, 1862) – epoletnik lagunowy